# Svetovno prvenstvo v alpskem smučanju 2013
Svetovno prvenstvo v alpskem smučanju 2013 je dvainštirideseto svetovno prvenstvo v alpskem smučanju, ki bo potekalo med 4. in 17. februarjem 2013 v Schladmingu, Avstrija. Tu je bilo prvenstvo potekalo že leta 1982. Podelili bodo 11 kompletov medalj: v petih disciplinah za moške in ženske ter ekipna tekma. Nastopilo bo rekordno število tekmovalcev in držav.

## Dobitniki medalj

### Moški
| Disciplina       | Zlato              | Zlato   | Srebro                | Srebro  | Bron               | Bron    |
| Smuk             | Aksel Lund Svindal | 2:01.32 | Dominik Paris         | 2:01.78 | David Poisson      | 2:02.29 |
| Superveleslalom  | Ted Ligety         | 1:23.96 | Gauthier de Tessières | 1:24.16 | Aksel Lund Svindal | 1:24.18 |
| Veleslaslalom    | Ted Ligety         | 2:28.92 | Marcel Hirscher       | 2:29.73 | Manfred Moelgg     | 2:30.67 |
| Slalom           | Marcel Hirscher    | 1:51.03 | Neureuther Felix      | 1:51.45 | Mario Matt         | 1:51.68 |
| Superkombinacija | Ted Ligety         | 2:56.96 | Ivica Kostelić        | 2:58.11 | Romed Baumann      | 2:58.13 |

### Ženske
| Disciplina       | Zlato             | Zlato   | Srebro               | Srebro  | Bron              | Bron    |
| Smuk             | Marion Rolland    | 1:50.00 | Nadia Fanchini       | 1:50.16 | Maria Höfl-Riesch | 1:50.70 |
| Superveleslalom  | Tina Maze         | 1:35.39 | Lara Gut             | 1:35.77 | Julia Mancuso     | 1:35.91 |
| Veleslalom       | Tessa Worley      | 2:08.06 | Tina Maze            | 2:09.18 | Anna Fenninger    | 2:09.24 |
| Slalom           | Mikaela Shiffrin  | 1:39.85 | Michaela Kirchgasser | 1:40.07 | Frida Hansdotter  | 1:40.11 |
| Superkombinacija | Maria Höfl-Riesch | 2:39.92 | Tina Maze            | 2:40.38 | Nicole Hosp       | 2:40.92 |

### Ekipno
| Dogodek        | Zlato | Zlato | Srebro                                                                                                   | Srebro                                                                                                   | Bron | Bron |
| Ekipni dogodek | Avstrija · Nicole Hosp · Michaela Kirchgasser · Carmen Thalmann · Marcel Hirscher · Marcel Mathis · Philipp Schörghofer | Avstrija · Nicole Hosp · Michaela Kirchgasser · Carmen Thalmann · Marcel Hirscher · Marcel Mathis · Philipp Schörghofer | Švedska Nathalie Eklund Frida Hansdotter Maria Pietilä Holmner Jens Byggmark Mattias Hargin André Myhrer | Švedska Nathalie Eklund Frida Hansdotter Maria Pietilä Holmner Jens Byggmark Mattias Hargin André Myhrer | Nemčija · Lena Dürr · Maria Höfl-Riesch · Veronique Hronek · Fritz Dopfer · Stefan Luitz · Felix Neureuther | Nemčija · Lena Dürr · Maria Höfl-Riesch · Veronique Hronek · Fritz Dopfer · Stefan Luitz · Felix Neureuther |

## Medalje po državah
| Poz    | Država    | Zlato | Srebro | Bron | Skupaj |
| 1      | ZDA       | 4     | 0      | 1    | 5      |
| 2      | Avstrija  | 2     | 2      | 4    | 8      |
| 3      | Francija  | 2     | 1      | 1    | 4      |
| 4      | Slovenija | 1     | 2      | 0    | 3      |
| 5      | Nemčija   | 1     | 1      | 2    | 4      |
| 6      | Norveška  | 1     | 0      | 1    | 2      |
| 7      | Italija   | 0     | 2      | 1    | 3      |
| 8      | Švedska   | 0     | 1      | 1    | 2      |
| 9      | Hrvaška   | 0     | 1      | 0    | 1      |
| 9      | Švica     | 0     | 1      | 0    | 1      |
| Skupaj | Skupaj    | 11    | 11     | 11   | 33     |

## Sodelujoče države
Nastopalo bo 609 športnikov iz 70 držav. Malta nastopa prvič.
| - Albanija (1) - Ameriški Deviški otoki (1) - Andora (6) - Argentina (10) - Armenija (5) - Avstralija (10) - Avstrija (37) - Azerbajdžan (2) - Belgija (12) - Belorusija (4) - Bolgarija (6) - Bosna in Hercegovina (8) - Brazilija (2) - Ciper (4) - Češka (12) - Čile (13) - Črna Gora (5) - Danska (10) | - Estonija (1) - Finska (9) - Francija (34) - Grčija (8) - Gruzija (5) - Haiti (2) - Hrvaška (18) - Indija (4) - Iran (12) - Irska (3) - Islandija (10) - Italija (24) - Izrael (4) - Jamajka (1) - Japonska (7) - Južna Koreja (1) - Kanada (20) - Kazahstan (5) | - Kirgizistan (7) - Kitajska (6) - Latvija (13) - Libanon (9) - Lihtenštajn (8) - Litva (4) - Luksemburg (3) - Madžarska (18) - Makedonija (5) - Malta (1) - Mehika (1) - Moldavija (2) - Monako (2) - Nemčija (20) - Nizozemska (7) - Norveška (10) - Nova Zelandija (9) | - Peru (2) - Portugalska (2) - Poljska (8) - Portoriko (1) - Romunija (1) - Rusija (17) - San Marino (4) - Srbija (8) - Slovaška (11) - Slovenija (22) - Španija (7) - Švedska (15) - Švica (30) - Ukrajina (7) - Uzbekistan (11) - Velika Britanija (2) - Združene države Amerike (20) |